# Penia
Penia o Penía (en griego, Πενία, Penía), en la mitología griega, era la personificación de la «Pobreza». El vocablo πενία significa «pobreza», «indigencia» o «penuria». No posee más que un mito, el que le asigna Sócrates, según Diotima, sacerdotisa de Mantinea: La Pobreza concibió al Amor (Ἔρως, Eros) con el Recurso (Πόρος, Poros), que estaba ebrio, en los jardines de Zeus durante el cumpleaños de Afrodita. Platón nos lo recrea de la siguiente manera:
«Cuando nació Afrodita, los dioses celebraron un banquete. Y entre otros, estaba también Poros, el hijo de Metis. Después que terminaron de comer, vino a mendigar Penia, como era de esperar en una ocasión festiva, y estaba cerca de la puerta. Mientras, Poros, embriagado de néctar —pues aún no había vino-—, entró en el jardín de Zeus y, entorpecido por la embriaguez, se durmió. Entonces Penia, maquinando, impulsada por su carencia de recursos, hacerse un hijo de Poros, se acuesta a su lado y concibió a Eros. Por esta razón, precisamente, es Eros también acompañante y escudero de Afrodita, al ser engendrado en la fiesta del nacimiento de la diosa y al ser, a la vez, por naturaleza un amante de lo bello, dado que también Afrodita es bella. Siendo hijo, pues, de Poros y Penía, Eros se ha quedado con las siguientes características. En primer lugar, es siempre pobre, y lejos de ser delicado y bello, como cree la mayoría, es, más bien, duro y seco, descalzo y sin casa, dueme siempre en el suelo y descubierto, se acuesta a la intemperie en las puertas y al borde de los caminos, compañero siempre inseparable de la indigencia por tener la naturaleza de su madre. Pero, por otra parte, de acuerdo con la naturaleza de su padre, está al acecho de lo bello y de lo bueno; es valiente, audaz y activo, hábil cazador, siempre urdiendo alguna trama, ávido de sabiduría y rico en recursos, un amante del conocimiento a lo largo de toda su vida, un formidable mago, hechicero y sofista. No es por naturaleza ni inmortal ni mortal, sino que en el mismo día unas veces florece y vive, y cuando está en la abundancia, y otras muere, pero recobra la vida de nuevo gracias a la naturaleza de su padre. Mas lo que consigue siempre se le escapa, de suerte que Eros nunca ni está falto de recursos ni es rico, y está, además, en el medio de la sabiduría y la ignorancia».
Aristófanes dice que la Pobreza y la Mendicidad (Πτωχεία, Ptocheía) son hermanas; y también dice dos atenienses buscan curar la ceguera de la Riqueza (Πλοῦτος, Plútos), intentanto desterrar a la Pobreza de Grecia, en una sátira política a la Atenas de por entonces. Alceo, en concreto cree que la Pobreza es un mal común, que junto a su hermano, el Desamparo (Ἄμηχανία, Amechanía), abate siempre al pueblo. Teognis, en cambio, se lamenta de que la desdichada Pobreza comparta con él su vida. Heródoto refiere que Temístocles les hizo entender a los habitantes de Andros que los griegos estaban acompañados de la Persuasión (Πειθώ, Peito) y la Necesidad (Ἀνάγκη, Anánke), y que los andrios, con abundante falta de tierra, siempre son acompañados por la Pobreza y el Desamparo (Ἄμηχανία). Plutarco dice que Temístocles venía escoltando a dos dioses, la Persuasión (Πειθώ) y la Fuerza (Βία, Bía); y los andrios le contestaron que ya tenían dos grandes diosas, la Pobreza y la Carencia (Ἀπορία, Aporía), quienes les impedían darle dinero. Filóstrato, por su parte, dice que en Gadira, que se encuentra en uno de los extremos de Europa, hay altares dedicados a la Vejez (Γῆρας, Géras), la Pobreza y al Arte (Τέχνη, Téchne).
En la mitología romana era llamada Egestas o Paupertas.